# جورج إي. تايلور
جورج إي. تايلور (بالإنجليزية: George E. Taylor)‏ هو سياسي أمريكي، ولد في 21 مارس 1838 بمقاطعة أوكلاند في الولايات المتحدة، وتوفي في 8 مارس 1903.